# Angie (Ghost)
Angie è il terzo singolo estratto dall'abum GHOST nel giugno 2008, il brano viene subito apprezzato dal pubblico rimanendo per oltre 46 settimane in classifica tra singoli i più venduti, ottenendo così, il terzo disco d'oro per la band. Il videoclip ufficiale è stato realizzato dal regista Gaetano Morbioli.

## Video musicale
Il video è stato girato principalmente a Verona, diretto da Gaetano Morbioli per la Run Multimedia, nel video compare, nelle vesti angeliche della protagonista Angie, la modella Elena Ripamonti seconda classificata per Italia's Next Top Model.
  GHOST, Angie, su YouTube, 31 gennaio 2008,  a 4 min 21 s.
  GHOST, Angie (DVD - Live & Reality), su YouTube, 8 gennaio 2010,  a 4 min 35 s.